# There Are Rules
There Are Rules è il quinto album in studio del gruppo musicale statunitense The Get Up Kids, pubblicato nel 2011.

## Tracce
1. Tithe – 3:39
2. Regent's Court – 2:06
3. Shatter Your Lungs – 2:49
4. Automatic – 2:55
5. Pararelevant – 3:37
6. Rally 'Round the Fool – 5:17
7. Better Lie – 4:18
8. Keith Case – 4:05
9. The Widow Paris – 3:37
10. Birmingham – 2:36
11. When It Dies – 4:04
12. Rememorable – 2:56

## Formazione
- Matt Pryor - voce, chitarra, piano
- Jim Suptic - voce, chitarra
- Ryan Pope - batteria
- Rob Pope - basso
- James Dewees - tastiere, voce